# ガチャマンボ
ガチャマンボとはセガ（後のセガ・インタラクティブ）から2004年2月に稼働開始した6ステーションのマスメダルプッシャー機である。

## 遊び方
アクリル板上のメダル投入口にメダルを入れてGOのチャッカーにメダルが入るとスロットが回転する。ストック（最高10）がいっぱいになっても、さらにGOのチャッカーにメダルが入るといずれかのストックがランダムに点滅し、このストックの抽選は必ず何かが当選する。
- ＄が二つそろう

メダル10枚払い出し　
カプセル払い出し。カプセルはステーション横のハンドルを回す。（カプセルコーナーにある、中にフィギュアなどが入っているガチャガチャと似ている。）
- 真ん中に♪

ステップが1つ進む。♪が6つたまるとソングボーナスとしてボーナスゲームの抽選が行われる。
- 111、555

コンガWIN。メダル25枚払い出し、もしくはダブルアップを選択できる。メダルを投入し、3つのGETが点灯しているチャッカーにメダルが入れば成功で、配当は2倍になる。続けてダブルアップに挑戦することができるが、失敗すると（消灯している5つのGETにメダルが入る）と、それまで獲得していたメダルは没収となり払い出されない。
- 333、777

ルーレットコンガWIN。筐体上部のコンガが回り、「25」「50」「100」「200」「400」「800」のいずれかに止まる。当たったコンガを払い出すか、ダブルアップを選択できる。ダブルアップはコンガWINと同様。なお、一度停止しても｢すべり｣や｢再抽選｣となることもある。

## ソングボーナス
♪ステップが6つになったときに発生するイベント。
- メダル100枚

GETチャッカーがランダムに1～3個選ばれ、点灯しているGETに入ればメダル100枚払い出し。失敗した場合でも10枚の払い出しがある。（以下｢ドンマイ10枚｣）
- メダル300枚

GETチャッカーランダムにが1～3個選ばれ、点灯しているGETに入ればメダル300枚払い出し。失敗はドンマイ10枚。
- メダル500枚

GETチャッカーがランダムに1～3個選ばれ、点灯しているGETに入ればメダル500枚払い出し。失敗はドンマイ10枚。
- カプセル1個

GETチャッカーがランダムに1～3個選ばれ、点灯しているGETに入ればカプセルを1個払い出し。失敗はドンマイ10枚。
- カプセル3個

GETチャッカーがランダムに1～3個選ばれ、点灯しているGETに入ればカプセルを3個払い出し。失敗はドンマイ10枚。
- PERFECT

GETチャッカーが全て点灯した状態で、8つ全て違うGETチャッカーを狙う。8つ全部消灯できた場合（8回連続成功）はPERFECTでメダル500枚が払い出される。すでに消灯しているGET（同じチャッカー）にメダルが入るとボーナスゲーム終了となる。入ったGET数に応じ、メダルが払い出される。
- SPEED

GETチャッカーが全て点灯した状態でスタートし、なるべく早くGETチャッカーを全部消灯させることができれば成功。3秒以内にGETを全部消灯させることができれば500枚獲得。3秒～10秒以内にGETを全部消灯させることができれば、所要時間に応じてメダルが払い出される。
10秒以上だとドンマイ10枚
- GATE7

ランダムに変わるGETチャッカーが7つ点灯し、30回連続成功で500枚払い出しとなる。消灯しているGETにメダルが入ると終了。成功回数に応じてメダルが払い出される。一度も成功しなかった場合は払い出しは行われない。
- GATE4

ランダムに変わるGETチャッカーが4つ点灯し、7回連続成功で500枚を払い出しとなる。消灯しているGETにメダルが入ると終了。成功回数に応じてメダルが払い出される。一度も成功しなかった場合は払い出しは行われない。
- L⇔R

左右交互にGETチャッカーが4つずつ点灯し、30回連続成功で500枚を払い出しとなる。消灯しているGETにメダルが入ると終了。成功回数に応じてメダルが払い出される。一度も成功しなかった場合は払い出しは行われない。
なお、PERFECT以下のソングボーナスでは、有効メダル1枚の投入につきメダル2枚の払い出しが行われる。

## カプセルについて
カプセルをフィールドから落とすと盤面中央上部にあるカプセルチャレンジのオッズがランダムで決定される。点滅したコンガの数字が払い出し枚数を示し、全てが点滅している場合は最高獲得枚数となる1600枚を意味する。有効チャッカーは最大で8箇所。なお、一度決まった条件はチャレンジするまで絶対に悪く（枚数減少or有効チャッカー数減少）ならない。
条件は払い出し枚数（オッズ）と有効チャッカーの2種類があり、通常はオッズが少しだけ上昇するがカプセルチャレンジの権利がない状態以外はオッズが上昇しない場合もある。極めて稀ではあるが1度だけカプセルを落としただけで上限である1600枚払い出しと8箇所全て有効を獲得する事がある。
落としたカプセルは筐体の設定により手元にカプセルがそのまま払い出される（基本的に開けて中身を手にすることが出来る）、もしくはカプセルが手元に払い出されないかわりにフィールドにメダル数十枚の払い出しとなる。

### カプセルチャレンジ
ステーション右のC（チャレンジ）ボタンを押すとカプセルチャレンジに突入する。提示される条件は上記の内容通りとなり、有効チャッカーにメダルが入ると成功で、その獲得枚数のメダルが払い出される。失敗すると払い出しはない。

## テキーラチャンス
- テキーラチャンス予告

ゲーム中にいきなり「テキ～ラ　ワン・ツー・スリー・フォー♪・・・」がながれたらテキーラチャンス予告が始まる。テキーラチャンス予告中にいちばんメダルを多く入れたプレーヤーが優先的に800コンガが止まりやすくなる。また､必ずテキーラチャンスになるわけではなく､途中で終わってしまう場合がある｡その時｢ガーチャーマンボ！｣とアナウンスがある。
- テキーラチャンス

テキーラチャンスに突入し、上のコンガが回りだし、とまってから有効チャッカーを決定するスロットが回転する。1、2、3、4、5、8のいずれかで決定し、他のステーションと連動となっている。有効チャッカーにメダルが入れば止まっているコンガからメダルが払い出される。失敗すると払い出しはなしになる。

## ガチャマンボシリーズ
- ガチャマンボ サボテンカーニバル

- ガチャマンボJr